# Личагін Микола Семенович
Микола Семенович Личагін (17 липня 1917, село Єлань-Коліно, тепер Новохоперського району Воронезької області, Російська Федерація — 26 травня 1996, місто Харків) — український радянський діяч, машинобудівник, директор Харківського заводу транспортного машинобудування імені Малишева. Член ЦК КПУ в 1960—1966 і 1976—1986 роках. Кандидат технічних наук (1972). Герой Соціалістичної Праці (15.09.1976).

## Біографія
Народився в селянській родині. Закінчив середню школу в селі Єлань-Колєно.
Освіта вища. У 1939 році закінчив механічний факультет Томського індустріального інституту.
У 1939 році працював інженером «Забнафтобуду» в місті Читі РРФСР.
З 1939 року — служба у Червоній армії.  Учасник німецько-радянської війни з червня 1941 року. Служив техніком з ремонту бойових машин рот технічного забезпечення, помічником начальника технічної частини з постачання і ремонту 23-ї танкової бригади.
Член ВКП(б) з 1943 року.
З 1946 року — старший майстер, інженер-технолог, заступник начальника відділу із виробництва Харківського тепловозобудівного заводу № 183 імені Малишева.
У жовтні 1954 — травні 1958 року — звільнений секретар партійного комітету тепловозобудівного заводу № 183 імені Малишева.
У травні 1958 — грудні 1965 року — директор Харківського тепловозобудівного заводу (заводу транспортного машинобудування) імені Малишева.
У грудні 1965 — вересні 1975 року — головний інженер Харківського заводу транспортного машинобудування імені Малишева.
У вересні — грудні 1975 року — в.о. генерального директора Харківського заводу транспортного машинобудування імені Малишева.
У грудні 1975 — травні 1984 року — генеральний директор Харківського заводу транспортного машинобудування імені Малишева (з 1978 року — Харківського виробничого об'єднання «Завод імені Малишева»).
Основні напрями діяльності — дизелебудування, танкобудування, організація серійного виробництва танків нового покоління Т-64, важких артилерійських тягачів МТ-Т, тягачів народногосподарського призначення, виробництво дизель-генераторів типу Д-70 та перших снігоходів «Харків'янка». Брав участь у розробленні технології зварювання броньових листів новими видами зварювального дроту, в організації серійного виробництва магістральних тепловозів типу Е-10.
З травня 1984 року — на пенсії в місті Харкові.

Могила Миколи Личагіна

Похований у Харкові на Міському кладовищі № 2.

## Нагороди
- Герой Соціалістичної Праці (15.09.1976)
- два ордени Леніна (26.04.1971, 15.09.1976)
- орден Жовтневої революції (30.03.1981)
- орден Вітчизняної війни 1-го ст. (11.03.1985)
- орден Вітчизняної війни 2-го ст. (11.04.1945)
- орден Червоної Зірки (4.08.1944)
- орден «Знак Пошани» (20.04.1956)
- медаль «За відвагу» (22.07.1943)
- медалі
- лауреат Державної премії Української РСР у галузі науки і техніки (1970)
- заслужений машинобудівник Української РСР